# Національний парк Дейнтрі
Національний парк Дейнтрі розташований на Крайній Півночі Квінсленду, Австралія, 1 757 км (1 092 миля) на північний захід від Брісбена та 100 км (62 миля) на північний захід від Кернса. Він був заснований у 1981 році і є частиною Вологих тропіків Квінсленду. У 1988 році він став об'єктом Світової спадщини . Парк складається із двох частин: Моссман-Гордж і Кейп-Тіб'юлейшн, із заселеною сільськогосподарською територією між ними, яка включає міста Моссман і Дейнтрі-Віллідж.
Один вхід до національного парку Дейнтрі розташований на південь від річки Дейнтрі в ущелині Моссман, де був побудований центр для відвідувачів, звідки туристи їдуть на маршрутному автобусі до ущелини, де вони можуть прогулятися або освіжитися.
Найдивовижніша та найстаріша частина тропічного лісу Дейнтрі розташована на північ від річки Дейнтрі. Після перетину річки на старомодному канатному поромі є низка набережних і незайманих пляжів, які варто дослідити, а казуара, що перебуває під загрозою зникнення, можна зустріти будь-де.
Національний парк Дейнтрі цінується через його виняткове біорізноманіття. Він містить значне місце існування для рідкісних видів і плідного птахів. Назва походить від річки Дейнтрі, яку назвав Джордж Елфінстон Далрімпл, ранній дослідник цієї території, на честь свого друга Річарда Дейнтрі.
У 2021 році історична угода, укладена з урядом Квінсленду, призвела до того, що східний народ Куку Яланджі офіційно отримав у власність національний парк Дейнтрі.

## Ділянка ущелини Моссман

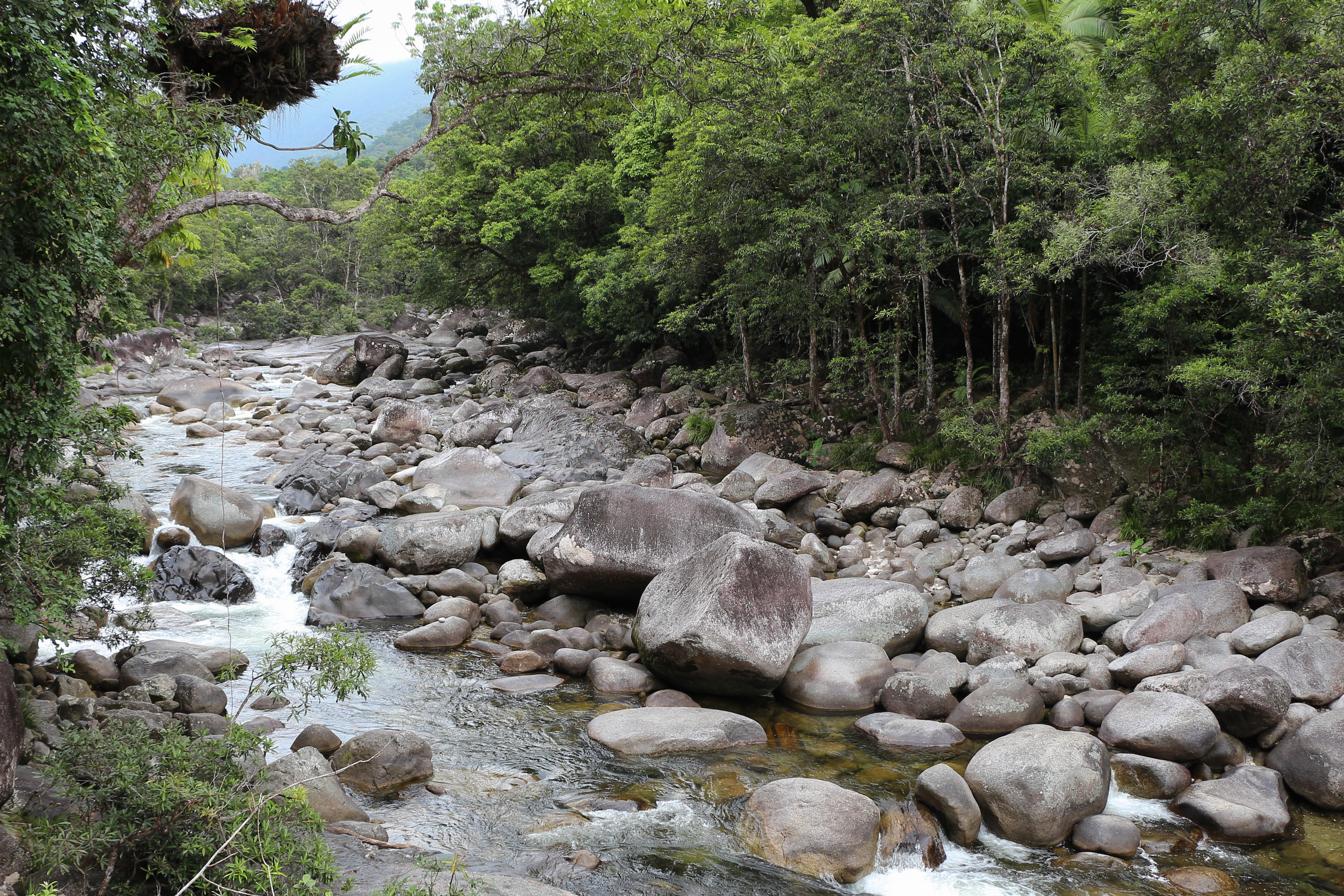
Ущелина Моссман

Великий Вододільний хребет розташований поблизу узбережжя в цьому регіоні. Ця ділянка охоплює 56 500 га (140 000 акрів) переважно важкодоступних тропічних та гірських лісів. У південній частині парку розташована популярна ущелина Моссман. Розташована за 75 км (47 миля) на північ від Кернса через шосе Капітана Кука та Моссман, ущелина пропонує багато мальовничих дослідницьких прогулянок, включаючи Baral Marrjanga, стежку Нижньої річки, міст Рекс-Крік та радіальну стежку Rainforest. Він населений неймовірною флорою та фауною, включаючи лісового дракона Бойда та оздобника малого.

## Ділянка мису Скорбі
У парку також лежить мис Скорбі. Спочатку мис належав національному парку Мис Скорбі з 1981 року, але був об'єднаний у національний парк Дейнтрі в 1983 році. Ця ділянка охоплює 17 000 га (42 000 акрів) включаючи прибережний хребет (Торнтон-Пік, гори Хеммант і Сорроу, що йде на північ від річки Дейнтрі), і містить останні великі масиви низинних тропічних лісів Австралії. Він має великі (і відносно) незаймані пляжі від пляжу Торнтон до пляжу Кейп-Трайбулейшн, оточені все більш рідкісними прибережними (береговими) тропічними лісами. Річка Дейнтрі є південною межею для регіону, що підкріплено потребою переправитися через річку Дейнтрі на кабельному поромі. Велика частина прибережних рівнин, особливо на південь від хребта Александра та в Коу-Бей, була розчищена для сільського господарства наприкінці 1800-х років із серйозним поштовхом до розчищення у 1970-х роках. З тих пір багато чого було відновлено або врегульовано.
Традиційними власниками Національного парку Дейнтрі є аборигени Східного Куку Яланджі. Багато природних особливостей ландшафту мають духовне значення для традиційних власників. Однією з таких особливостей є розташування підстрибуючих каменів на пляжі Торнтон. Скелі тут — це рогові породи, метаморфічні породи, що утворилися в результаті великого вторгнення граніту, який утворив прибережні гори. Вони дуже еластичні, коли відбиваються на місцевому кам'яному покритті. У парку є Моссман на півдні, річки Дейнтрі та Блумфілд на півночі.

### Географія
Ця частина парку становить усю місцевість Дагмар у графстві Дуглас, Квінсленд. Ділянка також становить північну та східну частини прилеглого місцезнаходження Ной.

#### Дагмар
Річка Дейнтрі формує північно-східну, північну та північно-західну межі Дагмару, тоді як [[Дейнтрі ([хребет)|хребет Дейнтрі]] нещільно формує його південну межу.
Місцевість названа за височиною Дагмар (нині хребет Дагмар), яку назвав дослідник Джордж Елфінстон Далрімпл під час свого дослідження північно-східного узбережжя Квінсленду в 1873 році. У своїй доповіді парламенту Квінсленду Далріміпл описав хребет як «пагорби, вкриті джунглями», але не надав пояснень щодо вибору назви. Інші стверджували, що він назвав його так через схожість з Хрестом Дагмар. Далірмпл описав землю від хребта до річки Дейнтрі як «розкішні джунглі, що заповнюють всю широку долину та свідчать про багато тисяч акрів таких самих багатих сільськогосподарських угідь… незабаром вони стануть перлиною Австралії», пророкуючи що сільське господарство, а не видобуток корисних копалин, буде довгостроковою рисою економіки Квінсленду.
Інший учасник експедиції, Роберт Джонстон (заступник інспектора поліції Квінсленду) піднявся на вершину Дагмарських висот, описуючи цей хребет як «прекрасні відкриті трав'янисті пагорби з хорошим ґрунтом; площа багатих джунглів дуже обширна». Інший учасник експедиції Волтер Гілл (ботанік) описав ґрунт «першого класу» і визначив новий вид кокосової пальми. Гілл також висловив думку, що земля навколо верхів'їв річки Дейнтрі зможе підтримувати велике населення, зазначивши, що вона буде придатною для вирощування цукрової тростини та інших тропічних культур, а також для пасовищ. Він також вважав, що річка Дейнтрі буде ефективним транспортним шляхом до золотих родовищ Палмеру на захід.
У квітні 1886 року уряд Квінсленду запропонував на продаж землю в Дагмарі, 4 ділянки по 160 акрів (65 га) кожна, з подальшим продажем землі та орендою пасовищ. До 1894 року було продано кілька земельних ділянок уздовж річки Дейнтрі на південний схід від нинішніх кордонів місцевості.
У 1942 році уряд Квінсленду виділив землю в Дагмарі для створення заповідника як джерела деревини (пізніше відомого як Державний ліс Дагмару). Заповідник деревини зображений на карті 1950 року.

### Ной
Північна і східна частини місцевості Ной розташовані в межах національного парку Дейнтрі.
Південно-західна частина — незаймана земля.

## Флора
Значна частина національного парку вкрита тропічними лісами. Дощовий ліс Великого Дейнтрі безперервно існує понад 110 мільйонів років, що робить його, ймовірно, найстарішим існуючим дощовим лісом. Вважається, що стійкість цього тропічного лісу є результатом випадкового дрейфу континентів; після розпаду материнського суперконтиненту частина дрейфувала до полюса, щоб перетворитися на Антарктиду, порушивши океанські течії та ставши досить холодною, тоді як інші частини були переміщені в більш гарячі та сухі місця. Тропічні ліси батьківського континенту зберегли свій клімат, а отже, і свої первісні дерева. Породи дерев, які колись вважалися давно вимерлими, були виявлені тут відносно недавно.

## Тваринний світ

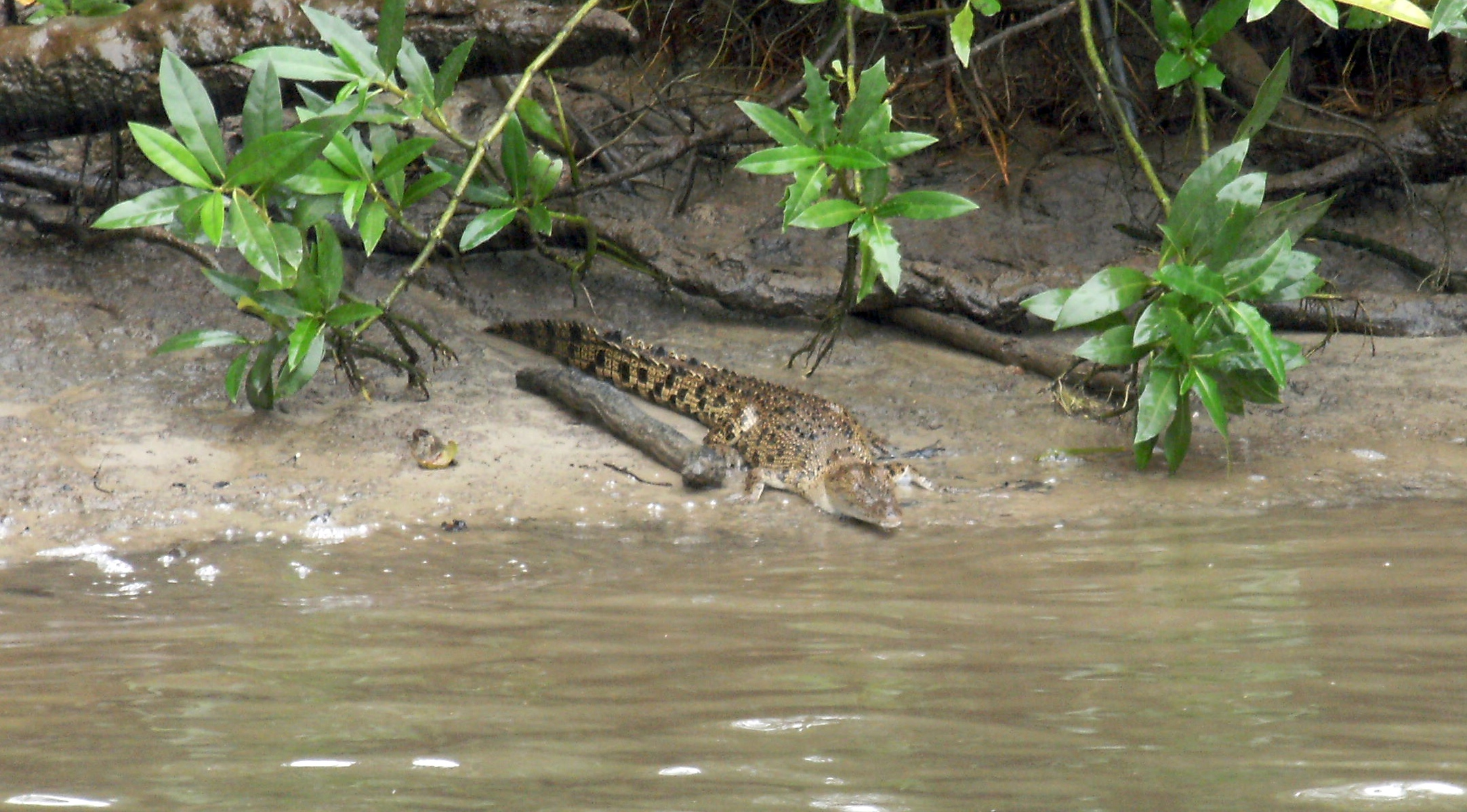
Молодий крокодил

У парку мешкає понад 430 видів птахів. Вомпу — один із шести видів голубів, які живуть у парку, а також значна популяція казуара, що перебуває під загрозою зникнення, нелітаючих птахів значних розмірів. Альціон-галатея вохристогрудий — сезонний гість. Ссавці: смугастий опосум, кільчастий опосум річки Дейнтрі, коричневий бандикут, довгоносий бандикут, кенгуровий мускусний щур, деревний кенгуру Беннета, болотний валлабі, качкодзьоб та короткодзьоба єхидна. У парку можна зустріти щонайменше 23 види рептилій і 13 видів земноводних. Рептилії: лісовий дракон Бойда, східний водяний дракон, гекон-хамелеон, північний листохвостий гекон, чагарниковий або аметистовий пітон, кільбек, а також зелені та північні деревні змії. Серед жаб, знайдених у парку, є австралійська лацеліда, австралійська райка велетенська, різноока деревна жаба та звичайна туманна жаба. У парку також водиться інтродукована очеретяна жаба.